# Phrurolithus
Phrurolithus là một chi nhện trong họ Phrurolithidae.

## Các loài
Có khoảng 87 loài được ghi nhận trong chi Phrurolithus:
- Phrurolithus absurdus Gertsch, 1941 i c g s
- Phrurolithus adjacens Gertsch & Davis, 1940 i c g s
- Phrurolithus aemulatus Gertsch, 1941 i c g s
- Phrurolithus alatus Ivie & Barrows, 1935 i c g s
- Phrurolithus annulus Zhou, Wang & Zhang, 2013 c g s
- Phrurolithus anticus Wang, Chen, Zhou, Zhang & Zhang, 2015 c g s
- Phrurolithus apacheus Gertsch, 1941 i c g s
- Phrurolithus apertus Gertsch, 1935 i c g s
- Phrurolithus approximatus Gertsch & Davis, 1940 i c g s
- Phrurolithus banksi Gertsch, 1941 i c g s
- Phrurolithus bifidus Yin et al., 2004 i c g s
- Phrurolithus callidus Gertsch, 1935 i c g s
- Phrurolithus camawhitae Gertsch, 1935 i c g s
- Phrurolithus cangshan Yang et al, 2010 i c g s
- Phrurolithus catalinius Gertsch, 1941 i c g s
- Phrurolithus celatus Fu, Chen & Zhang, 2016 c g s
- Phrurolithus claripes (Dönitz & Strand, 1906) i c g s
- Phrurolithus coahuilanus Gertsch & Davis, 1940 i c g s
- Phrurolithus concisus Gertsch, 1941 i c g s
- Phrurolithus connectus Gertsch, 1941 i c g s
- Phrurolithus coreanus Paik, 1991 i c g s
- Phrurolithus corsicus (Simon, 1878) i c g s
- Phrurolithus daoxianensis Yin et al., 1997 i c g s
- Phrurolithus debilis Gertsch & Davis, 1940 i c g s
- Phrurolithus dianchiensis Yin et al., 1997 i c g s
- Phrurolithus diversus Gertsch & Davis, 1940 i c g s
- Phrurolithus dolius Chamberlin & Ivie, 1935 i c g s
- Phrurolithus duncani (Chamberlin, 1925) i c g s
- Phrurolithus emertoni Gertsch, 1935 i c g s
- (Phrurolithus erythrocephalus) g
- Phrurolithus fanjingshan Wang, Chen, Zhou, Zhang & Zhang, 2015 c g s
- Phrurolithus faustus Paik, 1991 i c g s
- Phrurolithus festivus (C. L. Koch, 1835) i c g s
- Phrurolithus flavipes O. P.-Cambridge, 1872 i c g s
- Phrurolithus florentinus Caporiacco, 1923 i c g s
- (Phrurolithus foveatus) Song, 1990 i
- Phrurolithus goodnighti Muma, 1945 i c g s
- Phrurolithus hamatus Wang, Zhang & Zhang, 2012 c g s
- Phrurolithus hamdeokensis Seo, 1988 i c g s
- (Phrurolithus hengshan) Song, 1990 i
- (Phrurolithus insularis) Petrunkevitch, 1930 i g
- Phrurolithus kastoni Schenkel, 1950 i c g s
- Phrurolithus kentuckyensis Chamberlin & Gertsch, 1930 i c g s
- Phrurolithus labialis Paik, 1991 i c g s
- Phrurolithus lasiolepis Fu, Chen & Zhang, 2016 c g s
- Phrurolithus leviculus Gertsch, 1936 i c g s
- Phrurolithus longus Fu, Chen & Zhang, 2016 c g s
- Phrurolithus luppovae Spassky, 1941 i c g s
- Phrurolithus minimus C. L. Koch, 1839 i c g s
- Phrurolithus nemoralis Bryant, 1940 i c g s
- Phrurolithus nigerus Yin, 2012 c g s
- Phrurolithus nigrinus (Simon, 1878) i c g s
- Phrurolithus nipponicus Kishida, 1914 i c g s
- Phrurolithus oabus Chamberlin & Ivie, 1935 i c g s
- Phrurolithus palgongensis Seo, 1988 i c g s
- Phrurolithus paludivagus Bishop & Crosby, 1926 i c g s
- Phrurolithus parcus (Hentz, 1847) i c g s
- Phrurolithus pennatus Yaginuma, 1967 i c g s
- Phrurolithus pinturus Ivie & Barrows, 1935 i c g s
- Phrurolithus pipensis Muma, 1945 i c g b s
- (Phrurolithus portoricensis) Petrunkevitch, 1930 i g
- Phrurolithus pullatus Kulczynski, 1897 i c g s
- Phrurolithus pygmaeus Thorell, 1875 i c g s
- Phrurolithus qiqiensis Yin et al., 2004 i c g s
- (Phrurolithus revolutus) Yin et al., 2004 i
- Phrurolithus schwarzi Gertsch, 1941 i c g s
- Phrurolithus shimenensis Yin et al., 1997 i c g s
- Phrurolithus similis Banks, 1895 i c g s
- Phrurolithus singulus Gertsch, 1941 i c g s
- Phrurolithus sinicus Zhu & Mei, 1982 i c g s
- Phrurolithus sordidus Savelyeva, 1972 i c g s
- Phrurolithus spinosus Bryant, 1948 i c g s
- Phrurolithus splendidus Song & Zheng, 1992 i c g s
- Phrurolithus subannulus Fu, Chen & Zhang, 2016 c g s
- Phrurolithus subnigerus Fu, Chen & Zhang, 2016 c g s
- Phrurolithus szilyi Herman, 1879 i c g s
- Phrurolithus tamaulipanus Gertsch & Davis, 1940 i c g s
- Phrurolithus taoyuan Fu, Chen & Zhang, 2016 c g s
- Phrurolithus tepejicanus Gertsch & Davis, 1940 i c g s
- Phrurolithus thracia Komnenov & Chatzaki, 2016 c g s
- Phrurolithus umbratilis Bishop & Crosby, 1926 i c g s
- Phrurolithus validus Fu, Chen & Zhang, 2016 c g s
- Phrurolithus wallacei Gertsch, 1935 i c g s
- Phrurolithus wanshou Yin, 2012 c g s
- Phrurolithus zhejiangensis Song & Kim, 1991 i c g s
- Phrurolithus zhouyun Wang, Chen, Zhou, Zhang & Zhang, 2015 c g s
- Phrurolithus zongxu Wang, Zhang & Zhang, 2012 c g s

Data sources: i = ITIS, c = Catalogue of Life, g = GBIF, b = Bugguide.net, s = World Spider Catalog